# Lollingiet
Het mineraal lollingiet is een ijzer-arsenide, met de chemische formule FeAs2. Lollingietkristallen zijn staalgrijs tot zilverwit en bezitten een orthorombische structuur. Ze komen meestal voor als prismatische eenheden, die veel lijken op arsenopyriet. Soms kunnen er onzuiverheden van nikkel, zwavel en kobalt in zitten.
Het mineraal is niet radioactief en wordt pas magnetisch bij verwarming.

## Naamgeving en ontdekking
Lollingiet is genoemd naar de typelocatie: het Löllingdistrict in de Oostenrijkse deelstaat Karinthië, waar het mineraal in 1845 werd ontdekt en beschreven.